# Юльянув (Равський повіт)
Юльянув (пол. Julianów) — село в Польщі, у гміні Рава-Мазовецька Равського повіту Лодзинського воєводства.
Населення — 189 осіб (2011).
У 1975-1998 роках село належало до Скерневицького воєводства.

## Демографія
Демографічна структура станом на 31 березня 2011 року:
|          | Загалом | Допрацездатний вік | Працездатний вік | Постпрацездатний вік |
| -------- | ------- | ------------------ | ---------------- | -------------------- |
| Чоловіки | 104     | 32                 | 69               | 3                    |
| Жінки    | 85      | 17                 | 58               | 10                   |
| Разом    | 189     | 49                 | 127              | 13                   |